# Пини Суд 3 (Напуљ)
Пини Суд 3 је насеље у Италији у округу Напуљ, региону Кампанија.
Према процени из 2011. у насељу је живело 65 становника. Насеље се налази на надморској висини од 0 м.